# Mercedes-Benz W204
La Mercedes-Benz W204 è la terza generazione della Mercedes-Benz Classe C, un'autovettura prodotta dalla casa automobilistica tedesca Mercedes-Benz dal 2007 al 2015.

## Storia e profilo

### Contesto
La genesi del modello che avrebbe preso il posto della Classe C W203, ormai in listino dal 2000, si è sviluppata in un periodo delicato per il Gruppo DaimlerChrysler: la divisione statunitense, per intenderci quella inerente alla più piccola delle Big Three di Detroit, dopo l'acquisizione da parte di Daimler iniziò un lento declino e si resero necessarie misure drastiche che culminarono con il licenziamento di alcuni vertici Chrysler e con la cancellazione di un marchio storico come quello della Plymouth. Le perdite, nei primi anni di vita della DaimlerChrysler furono ingenti, anche con l'avvento al vertice della Chrysler di Dieter Zetsche. Fu così che qualche mese dopo si ebbe tra l'altro la risoluzione della partnership con Mitsubishi, dalla quale era scaturita un'auto di scarso successo come la Smart Forfour, la quale venne puntualmente cancellata dai listini. Tutti i marchi del gruppo tornarono a respirare, tutti tranne la Chrysler. Nel 2006 i vertici del gruppo, quando ormai era palese che la fusione aveva estremamente impoverito la divisione statunitense, stavano già pensando di liberarsi della Chrysler, fatto che sarebbe poi avvenuto il 14 maggio 2007. La cessione di Chrysler a Cerberus non fu priva di polemiche, quando la Daimler venne accusata di poca trasparenza sulle reale condizioni di Chrysler (che era stata portata dalla gestione Daimler a livelli finanziari ancora peggiori da quelli conosciuti). Queste vicende resero ancora più caldo il clima in cui venne concepita la Classe C, clima che tornò alla quasi totale tranquillità solo dopo la rifondazione di Chrysler e l'acquisizione di questa da parte di Fiat per poi diventare Fiat Chrysler Automobiles. Un altro problema che l'intero organico della casa tedesca doveva affrontare era costituito dal fatto di dover eliminare tutti quei casi di problemi all'elettronica di gestione, che causava in certi casi dei veri e propri malfunzionamenti del propulsore. 
 Nel giro di pochi anni la Daimler passò dal 1º posto al mondo per numero di vendite nel 2004 al 4º posto (considerando anche la vendita della divisione statunitense). Era comprensibile quindi che occorreva ridare credibilità allo stemma della stella a tre punte e riportare la produzione a volumi mondiali accettabili.
 La Classe C aveva quindi una grossa responsabilità sulle spalle, che da sola non riuscì a fronteggiare pur ottenendo negli anni un discreto successo commerciale.
Le prime immagini non ufficiali cominciarono ad essere diffuse dalla stampa specializzata negli ultimi mesi del 2005, sia della berlina, sia della station wagon, sebbene fossero ancora ricostruzioni ipotetiche e fotoritocchi. Queste anticipazioni durarono anche per tutto il 2006. Le linee della vettura definitiva non erano ancora quelle ufficiali perché le prime fasi di progettazione della vettura furono esclusivamente di tipo "digitale", nel senso che per lungo tempo venne utilizzato un prototipo virtuale realizzato al computer e testato mediante una simulazione al computer. Nel 2007, furono finalmente svelate le immagini della vettura definitiva che differenziavano dalle anticipazioni soprattutto nella coda e nei particolari.

### Debutto
La W204 fu presentata ufficialmente al pubblico nel mese di marzo del 2007, al Salone di Ginevra: le vendite cominciarono inizialmente in quasi tutta Europa a partire dal 31 marzo, ma in breve tempo la commercializzazione venne estesa anche al Nordamerica.

#### Design ed interni
Rispetto alla precedente generazione della Classe C, la W204 appare fin da principio caratterizzata da linee più moderne ed aerodinamiche, con un miglior coefficiente di penetrazione aerodinamica, pari a 0.27. Da un punto di vista estetico il frontale, comune a tutte le versioni, differiva nel modello di punta denominato Avantgarde caratterizzato, come di consueto avviene per i modelli più sportivi, da un look più aggressivo. Nello specifico l'allestimento di punta rinuncia alla tradizionale stella a tre punte posta sul cofano in favore di un logo più grande e vistoso, sistemato al centro della calandra trapezoidale, quest'ultima attraversata da tre barre cromate. Gli altri due livelli di allestimento, invece, denominati Classic ed Elegance, presentano una calandra più tradizionale, circondata da una spessa cornice cromata ed attraversata da tre listelli orizzontali più sottili. Inoltre, in questo caso è presente anche la stella a tre punte sopra il cofano motore. Invariato, indipendentemente dagli allestimenti, il disegno di tutto il resto della vettura. I gruppi ottici anteriori di forma trapezoidale sono stilisticamente vicini a quelli della W221, ma nello stesso tempo sono caratterizzati da un'angolatura sul lato superiore, simile a quella proposta fino a pochi anni prima sulle Opel Astra G. Il paraurti anteriore è diviso in tre sezioni, rappresentate dai due alloggiamenti per i fendinebbia e dalla presa d'aria centrale. 

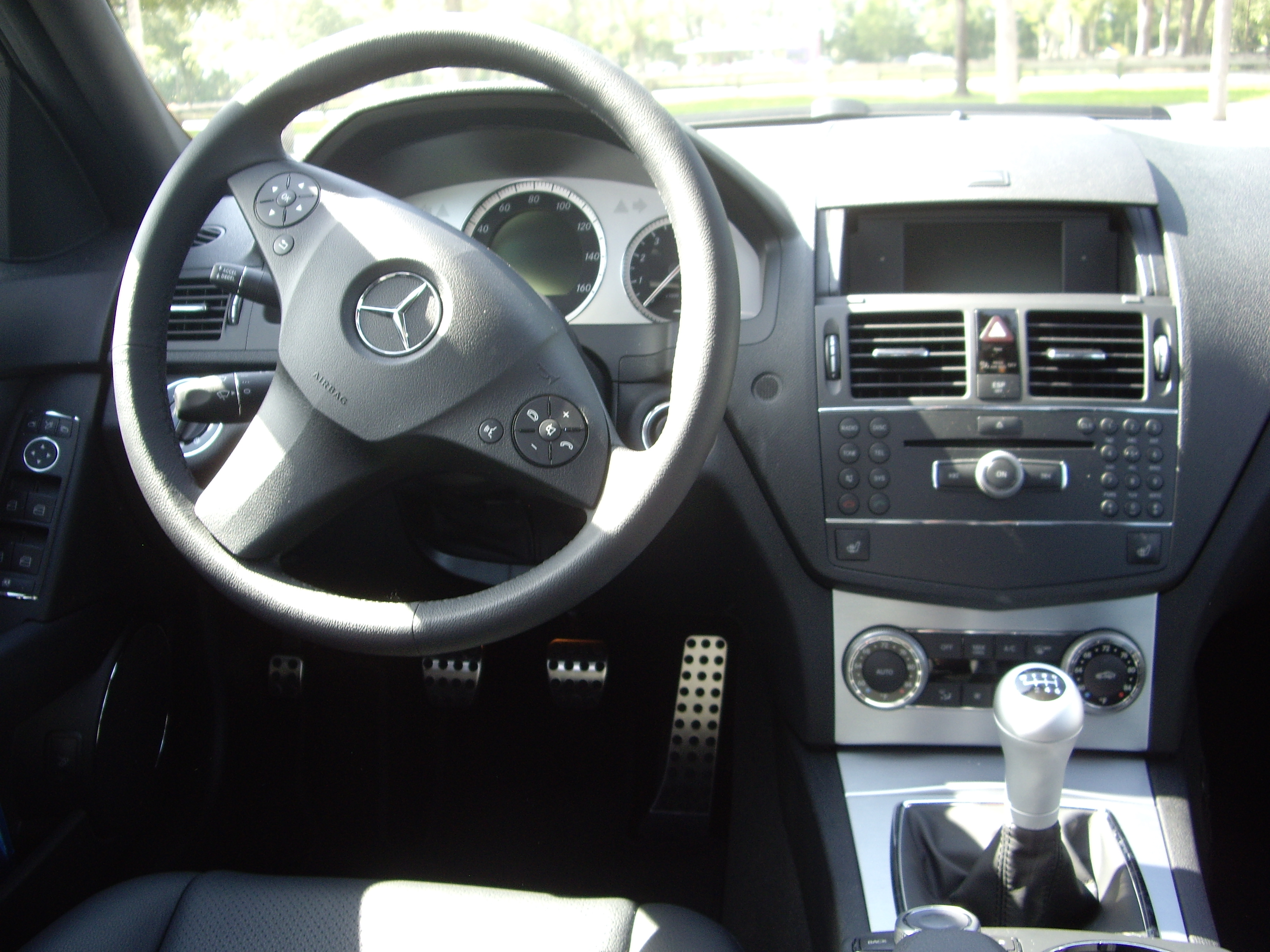
Il posto guida di una W204

 Al classico corpo vettura a tre volumi con linea di cintura alta e leggermente inclinata in avanti, fa da contrappunto la nervatura laterale volta a conferire maggior grinta alla vista d'insieme riscontrabile anche nella leggera bombatura dei parafanghi. La coda invece offre la vista di gruppi ottici dal disegno simile a quelli adottati l'anno prima dalla C216.

L'abitacolo è stato profondamente rinnovato rispetto al precedente modello: la plancia è stata completamente ridisegnata e sulla W204 integra anche un alloggiamento per il nuovo display LCD a scomparsa che, se attivato, spunta dalla sommità della plancia stessa. Scendendo verso il tunnel centrale, è presente una manopola simile a quella dell'iDrive proposto sulle BMW contemporanee. Il cruscotto è a tre strumenti circolari. Il vano bagagli, della capacità di 475 litri.

#### Struttura, meccanica e motorizzazioni

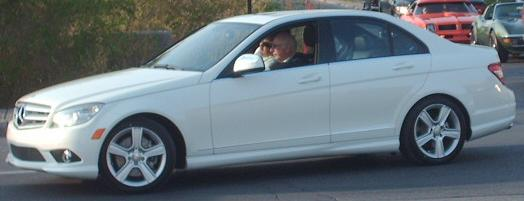
Vista laterale di una W204

La W204 è stata progettata e realizzata su un pianale aggiornato dal passo allungato di 50 mm e dalle carreggiate anch'esse maggiorate (44 mm all'avantreno e 76 al retrotreno). Molti gli aggiornamenti volti ad aumentare la sicurezza e la stabilità su strada: oltre alle migliorie all'ESP e al sistema di assistenza alla frenata d'emergenza, sono state apportate anche migliorie di livello più strutturale, come l'ottimizzazione nella distribuzione dei pesi, ottenuta arretrando ed abbassando il motore. Ciò è stato necessario anche perché la W204, a differenza delle precedenti generazioni, era stata voluta con un comportamento stradale più sportivo, per continuare a rivaleggiare con avversarie quali BMW Serie 3, Audi A4 e Alfa Romeo 159. La scocca della W204 è stata realizzata per il 70% in acciaio altoresistenziale e per il restante 30% in lega di alluminio. Il risultato è una struttura molto più resistente alla torsione rispetto al precedente modello.

Sono state ottimizzate anche le sospensioni, che mantengono sempre gli stessi schemi della W203, MacPherson ad asse sterzante semivirtuale all'avantreno (doppio snodo) e multilink a 5 bracci per il retrotreno. Una novità è rappresentata dal dispositivo Agility Control, mutuato dalla Classe S W221. Tale sistema, grazie alla regolazione continua del flusso d'olio all'interno degli ammortizzatori, riesce a contrastare il rollio in curva. Per quanto riguarda l'impianto frenante, sono stati introdotti nuovi dischi anteriori, sempre autoventilanti, ma del diametro di 295 mm all'avantreno e 300 mm al retrotreno.

Al suo debutto, la W204 era disponibile in ben nove motorizzazioni:
- C180 Kompressor: motore da 1796 cm³ sovralimentato mediante compressore volumetrico, con potenza massima di 156 CV;
- C200 Kompressor: motore da 1796 cm³ sovralimentato mediante compressore volumetrico, con potenza massima di 184 CV;
- C230 V6: motore aspirato da 2496 cm³, con potenza massima di 204 CV;
- C280 V6: motore aspirato da 2996 cm³ con potenza massima di 231 CV;
- C350 V6: motore aspirato da 3498 cm³, con potenza massima di 272 CV;
- C63 AMG (non per tutti i mercati): motore V8 AMG da 6208 cm³, con potenza massima di 457 CV (487cv nella versione "Performance");
- C200 CDI: motore turbodiesel common rail da 2148 cm³, con 136 CV di potenza massima;
- C220 CDI: motore biturbodiesel common rail da 2148 cm³, con 170 CV di potenza massima;
- C320 CDI: motore turbodiesel common rail da 2987 cm³, con 224 CV di potenza massima.

Quasi tutte le motorizzazioni erano accoppiate ad un cambio manuale a 6 marce: l'unica eccezione era rappresentata dalla C350 V6, che montava un cambio automatico sequenziale a 7 rapporti.

### Evoluzione

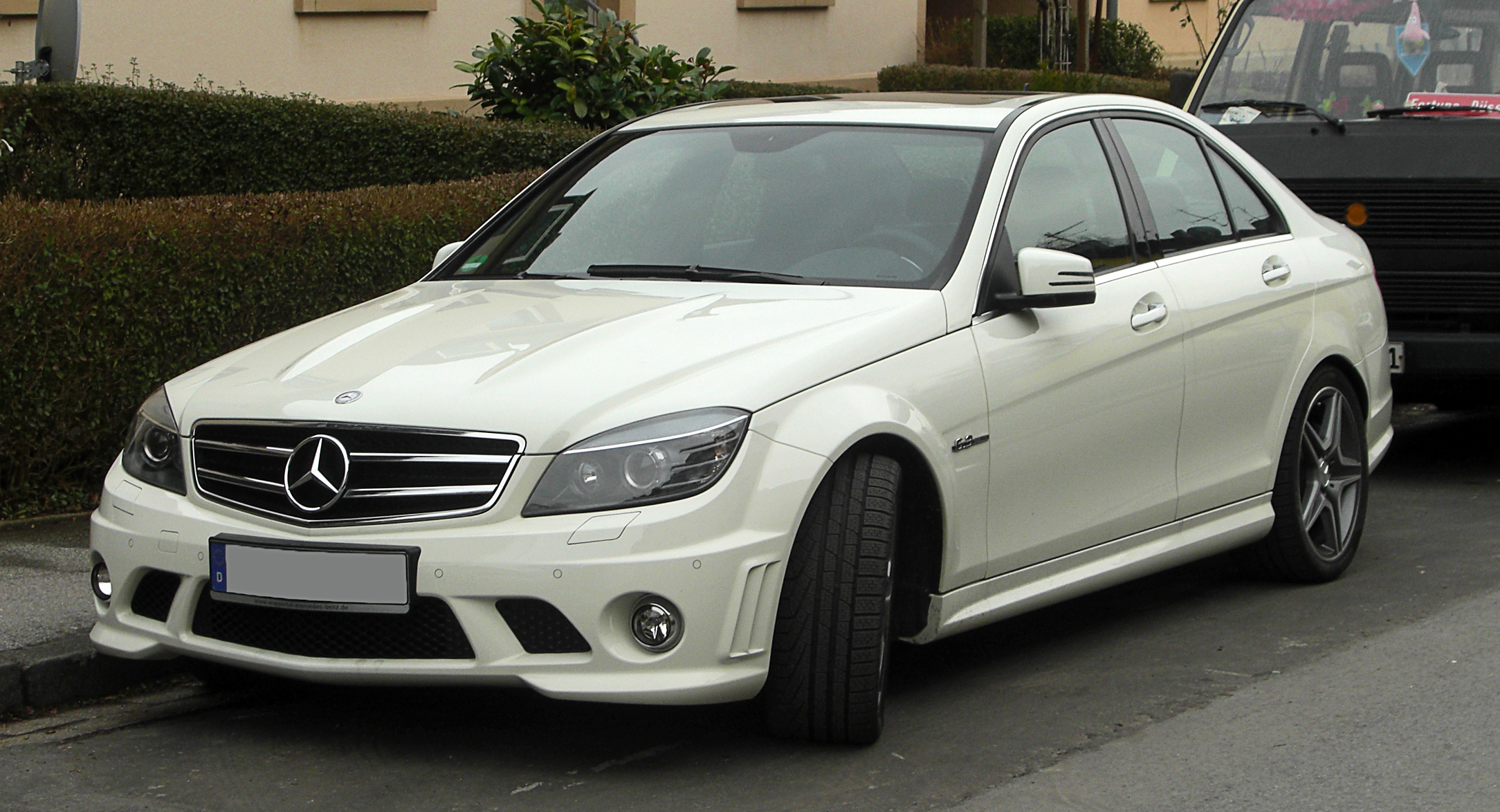
Una C63 AMG berlina

La produzione europea della W204 è stata affidata agli stabilimenti di Brema e di Sindelfingen, inizialmente nella sola versione berlina a tre volumi ed a 4 porte. Durante la seconda metà del 2007, la gamma si amplia con l'arrivo della versione 4-Matic, ossia con trazione integrale anziché posteriore e con cambio 7G-Tronic. La W204 4-Matic era disponibile unicamente nelle versioni C280 V6, C350 V6 e C320 CDI, ed era prevista negli stessi livelli di allestimento delle versioni con trazione sull'asse posteriore.
Nel gennaio del 2008, il listino si arricchisce con l'arrivo della S204, ossia della versione station wagon, la quale va a rimpiazzare la precedente giardinetta, fino a quel momento proposta in listino ancora su base W203. Inoltre vengono proposte le versioni dotate di accorgimenti volti a ridurre consumi ed emissioni nocive. Tali versioni era disponibili solo con carrozzeria berlina e solo nelle motorizzazioni C180 Kompressor e C200 CDI. La C180 Kompressor BlueEfficiency, però, non monta il già menzionato 1.8, ma una sua versione ridotta, ossia un 1.6 sovralimentato in grado di raggiungere le medesime prestazioni, ma con consumi inferiori. Tale versione non sarà però subito disponibile in tutti i mercati. Sempre nel 2008, la C63 AMG arriva anche in quei mercati dove non era inizialmente prevista. Questo modello era disponibile anche con il pacchetto Performance, che le consente di raggiungere i 280 km/h grazie alla ritaratura del limitatore di velocità.
Nel 2009 si hanno altre novità: la C220 CDI riceve un nuovo motore da 2143 cm³, in grado di erogare le stesse prestazioni, ma riducendo i consumi. Inoltre, vengono introdotte la C250 CGI (in sostituzione della C230) e la C350 CGI, che montano rispettivamente un 1.8 sovralimentato da 204 CV di potenza ed un V6 da 3.5 litri in grado di erogare 292 CV. Entrambi i motori trovano la loro principale caratteristica nell'iniezione diretta, che assicura anche in questo caso consumi più ridotti ed emissioni più contenute. Anch'essi, quindi, finiscono nella sottogamma BlueEfficiency. Alla stessa famiglia di versioni, va a far parte anche la C250 CDI, derivata direttamente dalla C220 CDI, equipaggiata con lo stesso nuovo motore, ma con potenza che sale a 204 CV. Infine, sempre nel 2009, la C280 viene ridenominata in C300, mentre la C320 CDI cambia il suo nome in C350 CDI. Tra la fine del 2009 e l'inizio del 2010, a seconda dei mercati ove previsto, la C180 Kompressor BlueEfficiency viene tolta di produzione, sostituita dalla C180 CGI BlueEfficiency, in pratica una C180 Kompressor in cui il motore da 1.8 litri con compressore viene alimentato ad iniezione diretta. Le prestazioni sono simili a quelle dei due modelli precedenti. Nel giro di pochi mesi, comunque, e più precisamente entro la prima metà del 2010, la C180 CGI viene proposta anche in quei mercati ove inizialmente non prevista.
Sempre tra la fine del 2009 e l'inizio del 2010, la C200 Kompressor viene sostituita dalla C200 CGI BlueEfficiency, con più generosa erogazione di coppia motrice rispetto alla precedente versione. Sempre nello stesso periodo la C350 CDI viene inclusa tra le versioni BlueEfficiency, grazie ad alcuni ritocchi al motore che ne hanno innalzato la coppia massima da 510 a 540 Nm. Inoltre, il motore della C63 AMG Performance viene portato a 487 CV di potenza massima, ma solo per alcuni mercati. Durante il 2010, inoltre, la C200 Kompressor viene tolta di produzione, sostituita dalla C200 CGI, in cui la sovralimentazione viene affidata ad un turbocompressore: le prestazioni rimangono simili, con un leggero aumento di coppia motrice. Nel 2010 viene infine proposta, esclusivamente per i mercati olandese ed austriaco, la C180 CDI', spinta da una versione depotenziata del 2.1 turbodiesel common rail da 2143 cm³, che in questo caso eroga 120 CV di potenza massima.

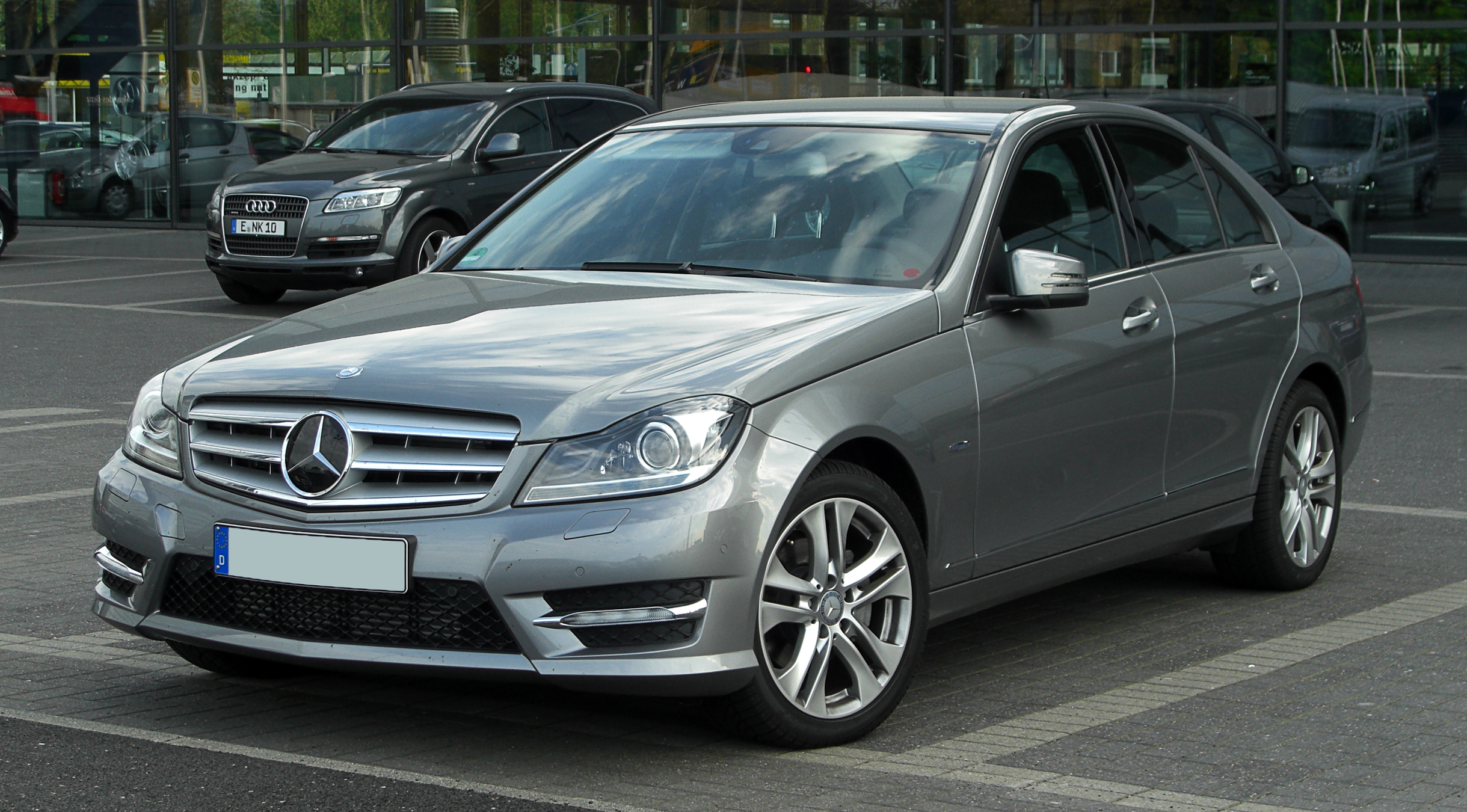
Vista del frontale della W204 post-restyling

Nel gennaio 2011, al Salone di Detroit viene presentato il restyling di mezza età della serie 204: l'aggiornamento prevede esteriormente nuovi gruppi ottici anteriori simili alla Classe CL C216. Tali gruppi ottici integrano stavolta anche la tecnologia a led, così come quelli posteriori. Ridisegnato anche il paraurti anteriore, che integra anch'esso delle sottili luci a led a sviluppo orizzontale. Nell'abitacolo spicca il nuovo volante simile a quello già montato sulla C218. Come contenuti, la W204 ha la possibilità di essere più sicura grazie a nuovi dispositivi fino a quel momento presenti solo nei modelli di fascia superiore, come l'Attention Assist (che previene eventuali colpi di sonno o distrazioni al volante), il Distronic (per regolare automaticamente la distanza di sicurezza) ed il Blind Spot, che controlla gli angoli ciechi non visibili dal conducente in fase di parcheggio. L'intera gamma viene dotata del dispositivo Start/Stop. L'altra novità è rappresentata dal V6 da 3.5 litri, ora esclusivamente ad iniezione diretta e con potenza salita da 292 a 306 CV. Il modello che lo monta, denominato sempre C350 CGI BlueEfficiency, viene ora proposto anche con trazione integrale o anche con carrozzeria station wagon (una possibilità esclude però l'altra) L'arrivo di questo nuovo motore coincide con l'uscita di produzione dei modelli di pari cilindrata, ma alimentati ad iniezione indiretta. Esce di scena quindi la C350 con propulsore da 272 CV.
Nel maggio del 2011, comincia la commercializzazione della C Coupé, che va a sostituire la sfortunata CLC, rispetto alla quale propone una classica carrozzeria tre volumi a due porte in luogo della precedente configurazione a due volumi e mezzo.
Un anno dopo, nell'aprile del 2012, la C180 CGI BlueEFFICIENCY viene sostituita dalla C180 CGI BlueEFFICIENCY, che porta all'esordio sulla W204 il nuovo motore 1.6 turbo da 156 CV già montato sulla nuova Classe B. Quattro mesi dopo, la C180 CDI fino a quel momento prevista unicamente per i mercati dell'Austria e dei Paesi Bassi, si estende ai listini di molti altri Paesi europei, compreso quello italiano. Tale motorizzazione è prevista anche nella versione con carrozzeria SW.
Nel 2013, presso il salone di Ginevra, la Mercedes-Benz ha presentato la nuova versione della C63 AMG, denominata Edition 507. Tale nome deriva dal fatto che il propulsore 6,3 litri V8, grazie all'adozione dei pistoni derivati dalla Mercedes-Benz SLS AMG, di nuove bielle e di un albero motore alleggerito ora è in grado di produrre 507 CV di potenza con 610 Nm di coppia. Ciò permette alla vettura di passare da 0 a 100 km/h in 4,2 secondi e di raggiungere la velocità massima, limitata elettronicamente, di 280 km/h. Esteticamente, sono stati adottati nuovi cerchi da 19', un nuovo spoiler anteriore e nuove appendici aerodinamiche. Tre mesi dopo si ha un'ulteriore novità: la trazione integrale viene abbinata anche alla versione C220 CDI, dando luogo alla C220 CDI 4Matic.
Sono gli ultimi aggiornamenti alla gamma W204, la quale a fine anno uscirà di produzione, almeno per quanto riguarda la versione berlina. Nel gennaio del 2014 viene infatti presentata la nuova berlina W205 destinata a sostituirla. Ma la gamme W204 continua a sopravvivere per diversi altri mesi nelle configurazioni SW e Coupé.

#### La versione Station wagon (S204)

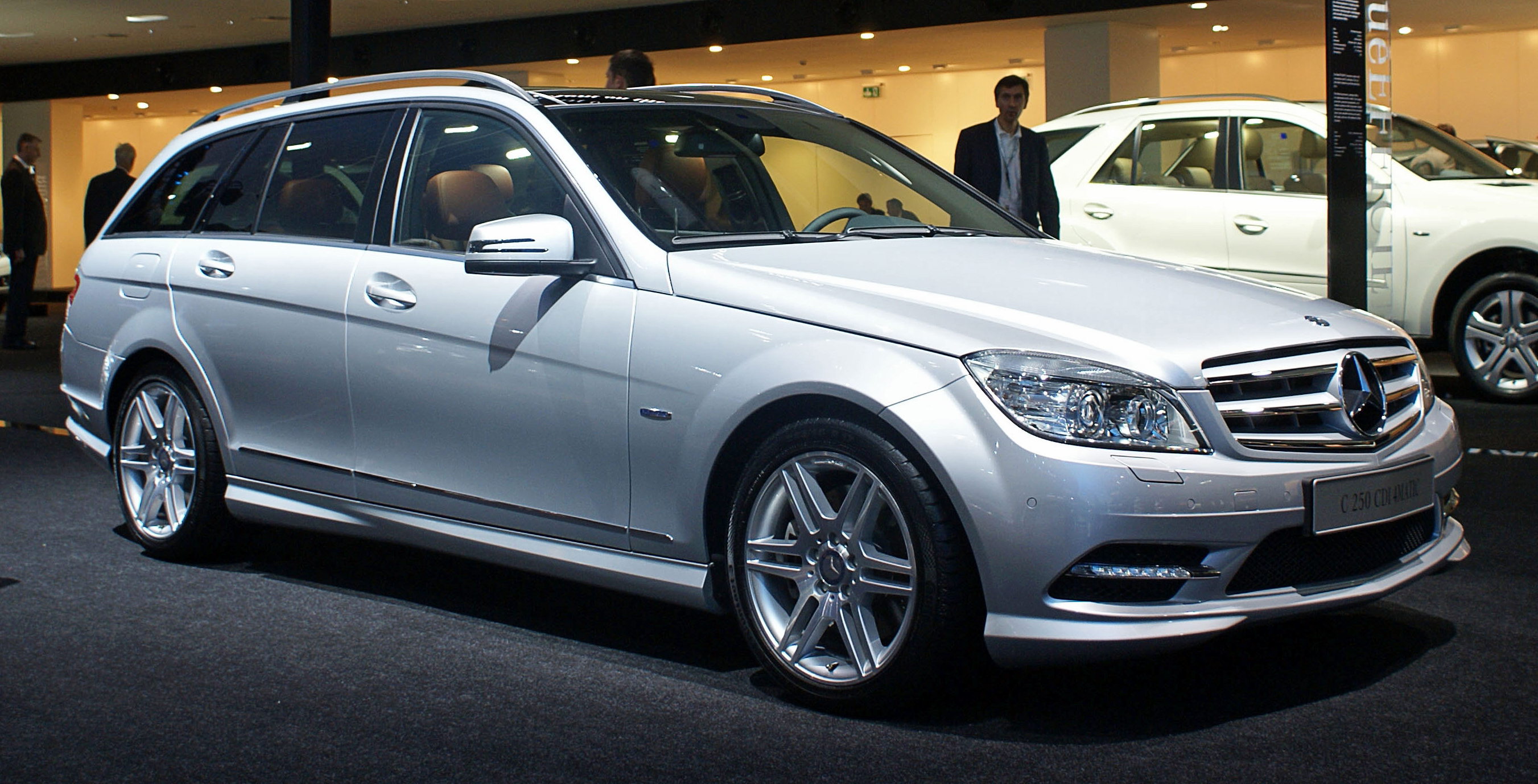
Una Classe C SW della serie 204

La versione station wagon è comparsa nei listini a partire dal gennaio del 2008. La vettura, il cui codice di progetto è S204, era identica alla berlina fino a metà fiancata, dopodiché il padiglione e la coda sono stati ridisegnati in funzione del nuovo tipo di carrozzeria. In questo caso, la coda appare meno sfuggente rispetto a quella dei due precedenti modelli. Il disegno verticale della coda lascia chiaramente intendere l'obiettivo dei progettisti di ottenere una migliore capacità di carico del vano bagagli. I fari posteriori hanno un disegno simile a quello visto sulla berlina, mentre la zona posteriore della superficie vetrata laterale risulta più frazionata rispetto alla berlina.
Anche internamente, la S204 ha le sue maggiori differenze nella zona posteriore, dove il vano bagagli ha una capacità di 485 litri in configurazione standard, appena 10 in più rispetto alla berlina, ma che possono ampliarsi a 1500 abbattendo il divano posteriore.
Meccanicamente non vi sono grosse differenze tra la berlina e la SW. La denominazione BlueEfficiency ha cominciato ad essere introdotta anche nelle SW solo a partire dal 2009, però, non tutte le motorizzazioni erano previste. Infatti, la C180 Kompressor BlueEfficiency, con motore sovralimentato da 1.6 litri, non era prevista nella gamma della SW, così come la C350 CGI BlueEfficiency.
Il restyling dei primi mesi del 2011 ha portato la tecnologia BlueEFFICIENCY anche per la C350 CGI SW, che ha potuto usufruire del potente e relativamente parco motore V6 da 3.5 litri e 306 CV.
La S204 è uscita dai listini durante l'estate del 2014.

#### La C Coupé (C204)

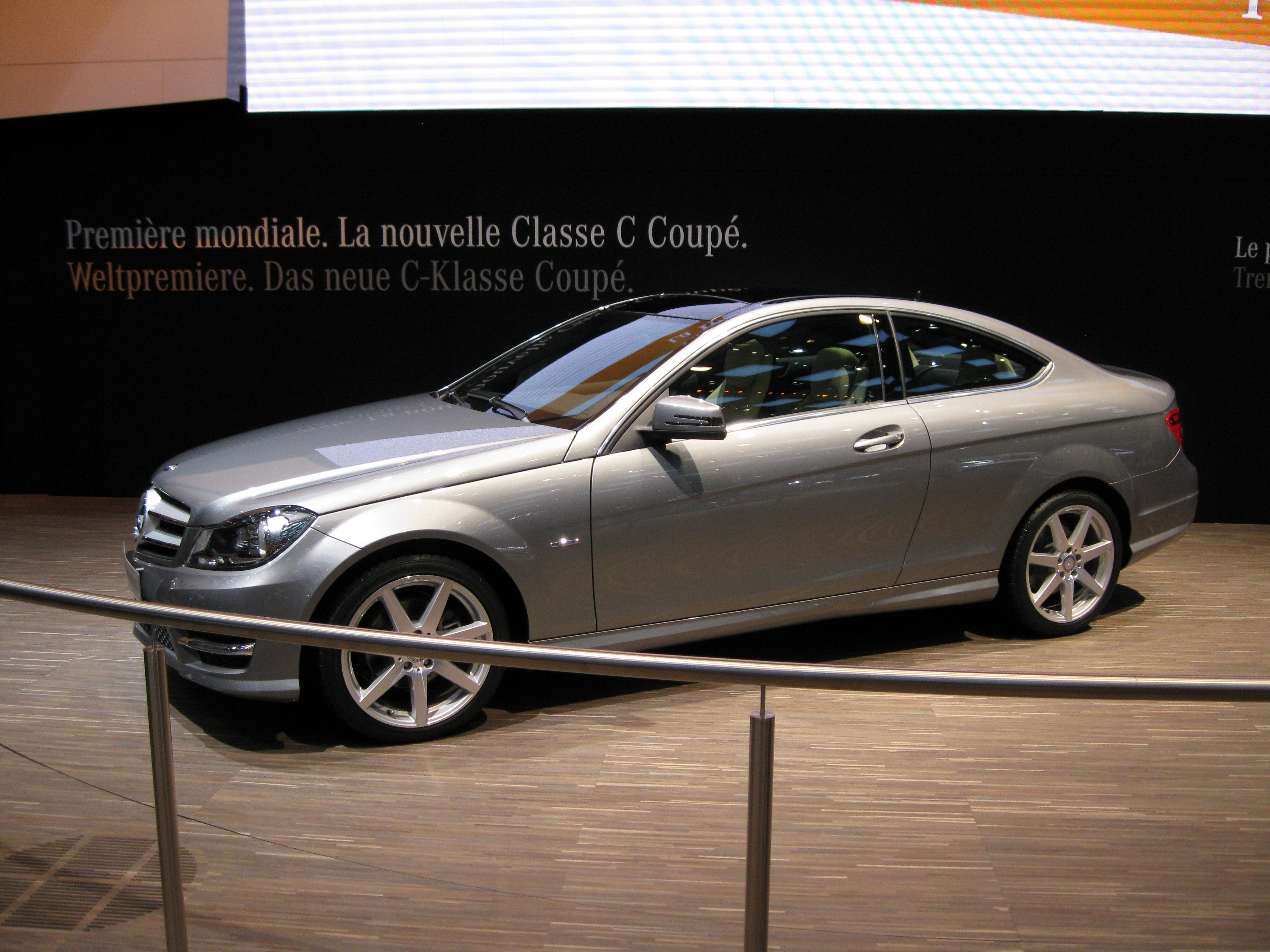
La C Coupé a Ginevra nel 2011

La versione coupé della gamma W204 viene presentata al Salone di Ginevra del 2011: la sua commercializzazione viene avviata nel mese di giugno dello stesso anno. La vettura va a sostituire la CLC, rispetto alla quale propone diverse novità, a cominciare dal corpo vettura, più lungo di 13 cm e che si presenta come una classica coupé a tre volumi e a due porte: non esiste quindi un grosso portellone bagagli, ma un classico sportello che non integra il lunotto. La silhouette appare più filante grazie al ridisegnamento della zona centrale del corpo vettura e di quella posteriore. Una differenza poco visibile ma di fatto esistente che la distacca dalle altre coupé Mercedes-Benz contemporanee sta nella presenza di un montante centrale, assente invece nella CL C216 e nella E Coupé. È a quest'ultima che la C Coupé va ad avvicinarsi maggiormente nella gamma distaccandosi quindi dal ruolo di coupé compatta precedentemente assegnato al modello CLC e proponendosi piuttosto assieme alla E Coupé stessa come seconda erede della vecchia CLK W209 oramai non più in produzione.
Pianale e meccanica sono naturalmente ripresi dalla berlina e dalla SW, così come i motori. L'abitacolo riprende in gran parte quanto già proposto su berlina e SW, con l'esclusione di alcune componenti, riprese invece dalla E Coupé. Più in generale, è stata data un'impronta leggermente più sportiva al disegno di plancia e strumentazione, mentre è stato introdotto un nuovo volante a tre razze. La C Coupé viene proposta al suo debutto in cinque differenti motorizzazioni:

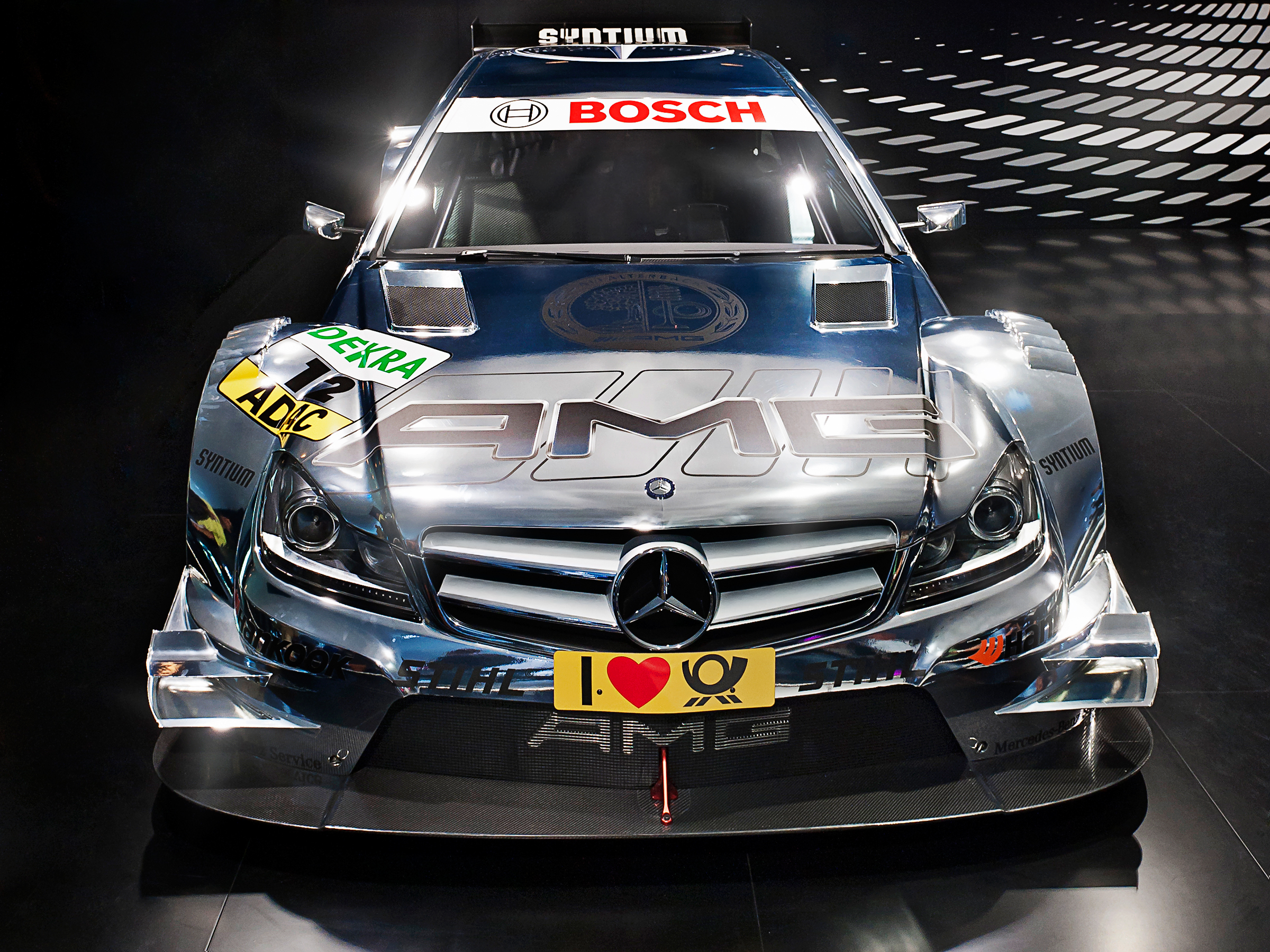
La C204 in versione DTM

*C180 Coupé: motore da 1796 cm³ sovralimentato da turbocompressore, della potenza massima di 156 CV;
- C250 Coupé: motore da 1796 cm³ sovralimentato da due turbocompressori, in grado di erogare una potenza massima di 204 CV;
- C350 Coupé: motore V6 aspirato da 3498 cm³, con alimentazione ad iniezione diretta ed in grado di sviluppare fino a 306 CV di potenza massima;
- C220 CDI Coupé: motore diesel da 2143 cm³ sovralimentato mediante due turbocompressori, con potenza massima di 170 CV;
- C250 CDI Coupé: motore diesel da 2143 cm³ sovralimentato mediante due turbocompressori, con potenza massima di 204 CV.

Mentre la C180 e le due versioni diesel montano un cambio manuale a 6 marce, le altre due sono equipaggiate con il cambio automatico sequenziale 7G-TRONIC a 7 rapporti.
In ogni caso, a un paio di mesi dal suo lancio viene posta in listino anche la versione AMG, spinta da un V8 da 6.2 litri e 457 CV, che salgono a 487 nel caso della variante Performance.
Durante l'estate del 2011, poi, vengono diffuse le prime foto relative alla cosiddetta Black Series. La C63 AMG Black Series è stata poi svelata al pubblico al Salone di Francoforte dello stesso anno: il suo motore V8 da 6.2 litri è più affine con quello montato sulla SLS AMG, sebbene la base di partenza sia la stessa. I suoi 517 CV di potenza massima fanno della C63 AMG Black Series la più potente Classe C di sempre. Questo modello è sprovvisto di una divano posteriore e risulta quindi omologata per soli due posti. La sua presentazione avvenne nell'autunno 2011 al Salone di Francoforte, ma la sua commercializzazione è iniziata all'inizio del 2012.
Nell'estate del 2014, con la scomparsa dai listini della station wagon e l'arrivo del nuovo modello, la C204 rimane per ancora un anno la sola a rappresentare l'ormai vecchia serie 204 nella gamma Mercedes-Benz. Nell'estate del 2015 vengono svelate le immagini della nuova coupé su base W205, che verrà presentata al pubblico in occasione del Salone di Francoforte e che andrà a sostituire la C204.

#### Riepilogo caratteristiche
Di seguito vengono riepilogate le principali versioni previste per la gamma W204. 
| Modello | Carrozzeria        | Sigla telaio       | Motore                              | Cilindrata cm³     | Potenza CV/rpm     | Coppia Nm/rpm      | Cambio/ N°rapporti              | Massa a vuoto (kg) | Velocità max       | Acceler. 0–100 km/h | Consumo (l/100 km) | Emissioni CO2 (g/km) | Anni di produzione |
| Versioni a benzina | Versioni a benzina | Versioni a benzina | Versioni a benzina                  | Versioni a benzina | Versioni a benzina | Versioni a benzina | Versioni a benzina              | Versioni a benzina | Versioni a benzina | Versioni a benzina  | Versioni a benzina | Versioni a benzina   | Versioni a benzina |
| --- | ------------------ | ------------------ | ----------------------------------- | ------------------ | ------------------ | ------------------ | ------------------------------- | ------------------ | ------------------ | ------------------- | ------------------ | -------------------- | ------------------ |
| C180 Kompressor BlueEfficiency | berlina            | 204.044            | M271E16ML (271.910)                 | 1597               | 156/5200           | 230/ 3000-4500     | M/6                             | 1.390              | 230                | 9"5                 | 6.8                | 156                  | 04/2008-04/2010    |
| C180 BlueEFFICIENCY | berlina            | 204.031            | M274DE16AL                          | 1595               | 156/5300           | 250/ 1250-4000     | M/6                             | 1.470              | 225                | 8"5                 | 6.2                | 157                  | 04/2012-12/20131   |
| C180 BlueEFFICIENCY | SW                 | 204.231            | M274DE16AL                          | 1595               | 156/5300           | 250/ 1250-4000     | M/6                             | 1.505              | 218                | 8"7                 | 6.2                | 160                  | 04/2012-08/20141   |
| C180 BlueEFFICIENCY | Coupé              | 204.331            | M274DE16AL                          | 1595               | 156/5300           | 250/ 1250-4000     | M/6                             | 1.490              | 225                | 8"5                 | 7                  | 157                  | 04/2012-06/20151   |
| C180 Kompressor | berlina            | 204.046            | M271E18ML red. (271.952)            | 1796               | 156/5200           | 230/ 2600-4600     | M/6                             | 1.410              | 223                | 9"5                 | 7.8                | 187                  | 03/2007-10/2008    |
| C180 Kompressor | SW                 | 204.246            | M271E18ML red. (271.952)            | 1796               | 156/5200           | 230/ 2600-4600     | M/6                             | 1.460              | 218                | 9"8                 | 7.7                | 183                  | 01/2008-10/2008    |
| C180 CGI BlueEfficiency | berlina            | 204.049            | M271DE18ML red.                     | 1796               | 156/5000           | 250/ 1600-4200     | M/6                             | 1.410              | 225                | 9"                  | 6.7                | 157                  | 11/2009-12/2013²   |
| C180 CGI BlueEfficiency | SW                 | 204.249            | M271DE18ML red.                     | 1796               | 156/5000           | 250/ 1600-4200     | M/6                             | 1.470              | 218                | 9"2                 | 7                  | 164                  | 11/2009-12/2013²   |
| C180 CGI BlueEfficiency | coupé              | 204.349            | M271DE18ML red.                     | 1796               | 156/5000           | 250/ 1600-4200     | M/6                             | 1.425              | 225                | 9"                  | 6.7                | 157                  | 06/2011-06/2015    |
| C200 Kompressor | berlina            | 204.041            | M271E18ML (271.950)                 | 1796               | 184/5500           | 250/ 2800-5000     | M/6                             | 1.415              | 235                | 8"6                 | 7.9                | 189                  | 03/2007-04/2010    |
| C200 Kompressor | SW                 | 204.241            | M271E18ML (271.950)                 | 1796               | 184/5500           | 250/ 2800-5000     | M/6                             | 1.465              | 228                | 8"8                 | 7.8                | 184                  | 01/2008-04/2010    |
| C200 CGI BlueEfficiency | berlina            | 204.048            | M271DE18ML                          | 1796               | 184/5250           | 270/ 1800-4600     | M/6                             | 1.425              | 237                | 8"2                 | 6.8                | 158                  | 11/2009-12/2013²   |
| C200 CGI BlueEfficiency | SW                 | 204.248            | M271DE18ML                          | 1796               | 184/5250           | 270/ 1800-4600     | M/6                             | 1.485              | 228                | 8"2                 | 7.2                | 164                  | 11/2009-12/2013²   |
| C250 CGI BlueEfficiency | berlina            | 204.047            | M271DE18ML                          | 1796               | 204/5500           | 310/ 2000-4300     | AS/5                            | 1.455              | 240                | 7"3                 | 7.2                | 168                  | 06/2009-02/2011    |
| C250 CGI BlueEfficiency | berlina            | 204.047            | M271DE18ML                          | 1796               | 204/5500           | 310/ 2000-4300     | AS/7                            | 1.430              | 240                | 7"2                 | 6.5                | 150                  | 03/2011-12/2013    |
| C250 CGI BlueEfficiency | SW                 | 204.247            | M271DE18ML                          | 1796               | 204/5500           | 310/ 2000-4300     | AS/5                            | 1.510              | 233                | 7"5                 | 7.6                | 177                  | 06/2009-02/2011    |
| C250 CGI BlueEfficiency | SW                 | 204.247            | M271DE18ML                          | 1796               | 204/5500           | 310/ 2000-4300     | AS/7                            | 1.500              | 233                | 7"4                 | 6.7                | 155                  | 03/2011-08/2014    |
| C250 CGI BlueEfficiency | coupé              | 204.347            | M271DE18ML                          | 1796               | 204/5500           | 310/ 2000-4300     | AS/7                            | 1.475              | 225                | 9"                  | 6.7                | 157                  | 06/2011-06/2015    |
| C230 | berlina            | 204.052            | M272E25 (272.921)                   | 2496               | 204/6200           | 245/ 2900-5500     | M/6                             | 1.465              | 240                | 8"4                 | 9.6                | 230                  | 03/2007-06/2009    |
| C230 | SW                 | 204.252            | M272E25 (272.921)                   | 2496               | 204/6200           | 245/ 2900-5500     | M/6                             | 1.510              | 232                | 8"6                 | 9.3                | 232                  | 01/2008-06/2009    |
| C280 | berlina            | 204.054            | M272E30 (272.947)                   | 2996               | 231/6000           | 300/ 2500-5000     | M/6                             | 1.480              | 250                | 7"3                 | 9.2                | 225                  | 03/2007-06/2009    |
| C280 | SW                 | 204.252            | M272E30 (272.947)                   | 2996               | 231/6000           | 300/ 2500-5000     | M/6                             | 1.525              | 242                | 7"5                 | 9.4                | 224                  | 01/2008-06/2009    |
| C300 | berlina            | 204.054            | M272E30 (272.947)                   | 2996               | 231/6000           | 300/ 2500-5000     | M/6                             | 1.480              | 250                | 7"3                 | 9.4                | 220                  | 06/2009-12/2013    |
| C300 | SW                 | 204.252            | M272E30 (272.947)                   | 2996               | 231/6000           | 300/ 2500-5000     | M/6                             | 1.525              | 242                | 7"5                 | 9.4                | 224                  | 06/2009-12/2013    |
| C280 4-Matic | berlina            | 204.081            | M272E30 (272.948)                   | 2996               | 231/6000           | 300/ 2500-5000     | AS/7                            | 1.560              | 243                | 7"3                 | 9.4                | 224                  | 07/2007-06/2009    |
| C280 4-Matic | SW                 | 204.281            | M272E30 (272.948)                   | 2996               | 231/6000           | 300/ 2500-5000     | AS/7                            | 1.610              | 243                | 7"2                 | 9.8                | 229                  | 01/2008-06/2009    |
| C300 4-Matic | berlina            | 204.081            | M272E30 (272.948)                   | 2996               | 231/6000           | 300/ 2500-5000     | AS/7                            | 1.560              | 243                | 7"3                 | 9.4                | 224                  | 06/2009-12/2013    |
| C300 4-Matic | SW                 | 204.281            | M272E30 (272.948)                   | 2996               | 231/6000           | 300/ 2500-5000     | AS/7                            | 1.610              | 243                | 7"2                 | 9.8                | 229                  | 01/2008-06/2009    |
| C350 | berlina            | 204.056            | M272E35 (272.961)                   | 3498               | 272/6000           | 350/ 2400-5500     | AS/7                            | 1.535              | 250                | 6"4                 | 9.7                | 232                  | 03/2007-02/2011    |
| C350 | SW                 | 204.256            | M272E35 (272.961)                   | 3498               | 272/6000           | 350/ 2400-5500     | AS/7                            | 1.580              | 250                | 6"5                 | 9.9                | 235                  | 01/2008-02/2011    |
| C350 4-Matic | berlina            | 204.087            | M272E35 (272.971)                   | 3498               | 272/6000           | 350/ 2400-5500     | AS/7                            | 1.595              | 250                | 6"3                 | 10                 | 239                  | 07/2007-02/2011    |
| C350 4-Matic | SW                 | 204.287            | M272E35 (272.971)                   | 3498               | 272/6000           | 350/ 2400-5500     | AS/7                            | 1.640              | 250                | 6"4                 | 10.2               | 242                  | 01/2008-02/2011    |
| C350 CGI BlueEfficiency | berlina            | 204.065            | M272DE35 (272.982)                  | 3498               | 292/6400           | 365/ 3000-5100     | AS/7                            | 1.540              | 250                | 6"2                 | 8.4                | 198                  | 10/2008-02/2011³   |
| C350 CGI BlueEfficiency | berlina            | 204.057            | M276DE35                            | 3498               | 306/6500           | 370/ 3500-5250     | AS/7                            | 1.535              | 250                | 6"                  | 6.9                | 159                  | 03/2011-03/2014    |
| C350 CGI BlueEfficiency | SW                 | 204.257            | M276DE35                            | 3498               | 306/6500           | 370/ 3500-5250     | AS/7                            | 1.595              | 250                | 6"1                 | 7.1                | 165                  | 03/2011-08/2014    |
| C350 CGI BlueEfficiency | coupé              | 204.357            | M276DE35                            | 3498               | 306/6500           | 370/ 3500-5250     | AS/7                            | 1.540              | 250                | 6"                  | 6.8                | 159                  | 06/2011-06/2015    |
| C350 CGI BlueEFFICIENCY 4-Matic | berlina            | 204.088            | M276DE35                            | 3498               | 306/6500           | 370/ 3500-5250     | AS/7                            | 1.595              | 250                | 6"                  | 7.5                | 174                  | 03/2011-12/2013    |
| C63 AMG | berlina            | 204.077            | M156E63 (156.985)                   | 6208               | 457/6800           | 600/5000           | AMG SPEEDSHIFT MCT a 7 rapporti | 1.655              | 250                | 4"5                 | 13.4               | 319                  | 03/2007-12/2013    |
| C63 AMG | SW                 | 204.277            | M156E63 (156.985)                   | 6208               | 457/6800           | 600/5000           | AMG SPEEDSHIFT MCT a 7 rapporti | 1.720              | 250                | 4"6                 | 13.7               | 322                  | 02/2008-08/2014    |
| C63 AMG | Coupé              | 204.377            | M156E63 (156.985)                   | 6208               | 457/6800           | 600/5000           | AMG SPEEDSHIFT MCT a 7 rapporti | 1.655              | 250                | 4"4                 | 12.6               | 280                  | 06/2011-06/2015    |
| C63 AMG Performance | berlina            | 204.077            | M156E63 (156.985)                   | 6208               | 457/6800           | 600/5000           | AMG SPEEDSHIFT MCT a 7 rapporti | 1.655              | 280                | 4"5                 | 13.4               | 319                  | 03/2007-11/2009    |
| C63 AMG Performance | berlina            | 204.077            | M156E63                             | 6208               | 487/6800           | 600/5000           | AMG SPEEDSHIFT MCT a 7 rapporti | 1.655              | 280                | 4"4                 | 13.4               | 319                  | 11/2009-05/2013    |
| C63 AMG Performance | SW                 | 204.277            | M156E63 (156.985)                   | 6208               | 457/6800           | 600/5000           | AMG SPEEDSHIFT MCT a 7 rapporti | 1.720              | 280                | 4"6                 | 13.7               | 322                  | 02/2008-11/2009    |
| C63 AMG Performance | SW                 | 204.277            | M156E63                             | 6208               | 487/6800           | 600/5000           | AMG SPEEDSHIFT MCT a 7 rapporti | 1.720              | 280                | 4"6                 | 13.7               | 326                  | 11/2009-05/2013    |
| C63 AMG Performance | Coupé              | 204.377            | M156E63                             | 6208               | 487/6800           | 600/5000           | AMG SPEEDSHIFT MCT a 7 rapporti | 1.655              | 280                | 4"3                 | 12.6               | 280                  | 06/2011-05/2013    |
| C63 AMG Edition 507 | berlina            | 204.077            | M156KE63                            | 6208               | 507/6800           | 610/5200           | AMG SPEEDSHIFT MCT a 7 rapporti | 1.655              | 280                | 4"2                 | 12.1               | 280                  | 06/2013-12/2013    |
| C63 AMG Edition 507 | SW                 | 204.277            | M156KE63                            | 6208               | 507/6800           | 610/5200           | AMG SPEEDSHIFT MCT a 7 rapporti | 1.720              | 280                | 4"3                 | 12.2               | 285                  | 06/2013-08/2014    |
| C63 AMG Edition 507 | Coupé              | 204.377            | M156KE63                            | 6208               | 507/6800           | 610/5200           | AMG SPEEDSHIFT MCT a 7 rapporti | 1.655              | 280                | 4"2                 | 12.1               | 280                  | 06/2013-06/2015    |
| C63 AMG Black Series | coupé              | 204.377            | M156KE63                            | 6208               | 517/6800           | 620/5200           | AMG SPEEDSHIFT MCT a 7 rapporti | 1.635              | 280                | 4"2                 | 12.2               | 286                  | 2012               |
| Versioni diesel |                    |                    |                                     |                    |                    |                    |                                 |                    |                    |                     |                    |                      |                    |
| C180 CDI | berlina            | 204.000            | OM651DE22LA red.                    | 2143               | 120/ 2800-4600     | 300/ 1400-2800     | Manuale a 6 marce               | 1.485              | 208                | 10"5                | 4.8                | 125                  | 07/2012-12/20134   |
| C180 CDI | SW                 | 204.200            | OM651DE22LA red.                    | 2143               | 120/ 2800-4600     | 300/ 1400-2800     | Manuale a 6 marce               | 1.540              | 201                | 10"8                | 4.8                | 127                  | 07/2012-08/2014    |
| C200 CDI | berlina            | 204.007            | OM646DE22LA EVO red. (646.811 red.) | 2148               | 136/3800           | 270/ 1600-3400     | Manuale a 6 marce               | 1.485              | 215                | 10"4                | 6.1                | 160                  | 03/2007-06/2009    |
| C200 CDI | SW                 | 204.207            | OM646DE22LA EVO red. (646.811 red.) | 2148               | 136/3800           | 270/ 1600-3400     | Manuale a 6 marce               | 1.530              | 208                | 10"8                | 6                  | 157                  | 01/2008-06/2009    |
| C200 CDI BlueEfficiency | berlina            | 204.006            | OM651DE22LA red.                    | 2143               | 136/ 2800-3000     | 360/ 1600-2600     | Manuale a 6 marce               | 1.500              | 218                | 9"2                 | 5                  | 133                  | 11/2009-12/2013²   |
| C200 CDI BlueEfficiency | SW                 | 204.206            | OM651DE22LA red.                    | 2143               | 136/ 2800-3000     | 360/ 1600-2600     | Manuale a 6 marce               | 1.560              | 209                | 9"6                 | 5.5                | 137                  | 11/2009-08/2014    |
| C220 CDI | berlina            | 204.008            | OM646DE22LA                         | 2148               | 170/3800           | 400/2000           | Manuale a 6 marce               | 1.510              | 229                | 8"5                 | 6.1                | 156                  | 03/2007-06/2009    |
| C220 CDI | SW                 | 204.208            | OM646DE22LA                         | 2148               | 170/3800           | 400/2000           | Manuale a 6 marce               | 1.555              | 224                | 8"9                 | 6.1                | 159                  | 01/2008-06/2009    |
| C220 CDI BlueEfficiency2/5 | berlina            | 204.002            | OM651DE22LA                         | 2143               | 170/ 3000-4200     | 400/ 1400-2800     | Manuale a 6 marce               | 1.510              | 232                | 8"4                 | 4.9                | 127                  | 06/2009-12/20135   |
| C220 CDI BlueEfficiency2/5 | SW                 | 204.202            | OM651DE22LA                         | 2143               | 170/ 3000-4200     | 400/ 1400-2800     | Manuale a 6 marce               | 1.555              | 224                | 8"9                 | 5.9                | 159                  | 06/2009-08/2014    |
| C220 CDI BlueEfficiency2/5 | coupé              | 204.302            | OM651DE22LA                         | 2143               | 170/ 3000-4200     | 400/ 1400-2800     | Manuale a 6 marce               | 1.540              | 232                | 8"4                 | 4.4                | 117                  | 06/2011-06/2015    |
| C220 CDI 4Matic | berlina            | 204.084            | OM651DE22LA                         | 2143               | 170/ 3000-4200     | 400/ 1400-2800     | Manuale a 6 marce               | 1.585              | 227                | 8"4                 | 5.4                | 144                  | 05/2013-12/2013    |
| C220 CDI 4Matic | SW                 | 204.284            | OM651DE22LA                         | 2143               | 170/ 3000-4200     | 400/ 1400-2800     | Manuale a 6 marce               | 1.630              | 219                | 8"5                 | 5.5                | 147                  | 05/2013-08/2014    |
| C250 CDI BlueEfficiency | berlina            | 204.003            | OM651DE22LA                         | 2143               | 204/4200           | 500/ 1600-1800     | Manuale a 6 marce               | 1.570              | 240                | 7"6                 | 5.1                | 134                  | 10/2008-12/20135   |
| C250 CDI BlueEfficiency | SW                 | 204.203            | OM651DE22LA                         | 2143               | 204/4200           | 500/ 1600-1800     | Manuale a 6 marce               | 1.620              | 238                | 7"6                 | 5.3                | 139                  | 10/2008-08/2014    |
| C250 CDI BlueEfficiency | coupé              | 204.303            | OM651DE22LA                         | 2143               | 204/4200           | 500/ 1600-1800     | AS/7                            | 1.580              | 240                | 7"                  | 4.9                | 128                  | 06/2011-06/2015    |
| C250 CDI BlueEfficiency 4-MATIC | berlina            | 204.082            | OM651DE22LA                         | 2143               | 204/4200           | 500/ 1600-1800     | AS/7                            | 1.670              | 240                | 7"                  | 6.4                | 167                  | 2010-13            |
| C250 CDI BlueEfficiency 4-MATIC | SW                 | 204.282            | OM651DE22LA                         | 2143               | 204/4200           | 500/ 1600-1800     | AS/7                            | 1.720              | 235                | 7"2                 | 6.6                | 173                  | 2010-14            |
| C300 CDI | berlina            | -                  | OM642DE30LA                         | 2987               | 231/3800           | 540/ 1600-2400     | AS/7                            | 1.660              | 250                | 6"4                 | 7                  | 185                  | 06/2011-03/2014    |
| C300 CDI | SW                 | -                  | OM642DE30LA                         | 2987               | 231/3800           | 540/ 1600-2400     | AS/7                            | 1.720              | 250                | 6"5                 | 7,2                | 191                  | 06/2011-03/2014    |
| C320 CDI | berlina            | 204.022            | OM642DE30LA (642.960)               | 2987               | 224/3800           | 510/ 1600-2800     | AS/7                            | 1.625              | 250                | 7"7                 | 7.2                | 191                  | 03/2007-06/2009    |
| C320 CDI | SW                 | 204.222            | OM642DE30LA (642.960)               | 2987               | 224/3800           | 510/ 1600-2800     | AS/7                            | 1.675              | 245                | 7"9                 | 7.1                | 188                  | 01/2008-06/2009    |
| C320 CDI 4-Matic | berlina            | 204.089            | OM642DE30LA (642.961)               | 2987               | 224/3800           | 510/ 1600-2800     | AS/7                            | 1.685              | 250                | 6"7                 | 7.7                | 202                  | 07/2007-06/2009    |
| C320 CDI 4-Matic | SW                 | 204.289            | OM642DE30LA (642.961)               | 2987               | 224/3800           | 510/ 1600-2800     | AS/7                            | 1.735              | 244                | 7"1                 | 7.8                | 205                  | 01/2008-06/2009    |
| C350 CDI | berlina            | 204.022            | OM642DE30LA (642.960)               | 2987               | 224/3800           | 510/ 1600-2800     | AS/7                            | 1.625              | 250                | 7"7                 | 7.2                | 191                  | 06/2009-11/2009    |
| C350 CDI | SW                 | 204.222            | OM642DE30LA (642.960)               | 2987               | 224/3800           | 510/ 1600-2800     | AS/7                            | 1.675              | 245                | 7"9                 | 7.1                | 188                  | 06/2009-11/2009    |
| C350 CDI 4-Matic | berlina            | 204.089            | OM642DE30LA (642.961)               | 2987               | 224/3800           | 510/ 1600-2800     | AS/7                            | 1.685              | 250                | 6"7                 | 7.7                | 202                  | 06/2009-11/2009    |
| C350 CDI 4-Matic | SW                 | 204.289            | OM642DE30LA (642.961)               | 2987               | 224/3800           | 510/ 1600-2800     | AS/7                            | 1.735              | 244                | 7"1                 | 7.8                | 205                  | 06/2009-11/2009    |
| C350 CDI BlueEfficiency | berlina            | 204.025            | OM642DE30LA                         | 2987               | 231/3800           | 540/ 1600-2400     | AS/7                            | 1.625              | 250                | 6"4                 | 6.6                | 174                  | 11/2009-02/2011²   |
| C350 CDI BlueEfficiency | berlina            | 204.023            | OM642DE30LA                         | 2987               | 265/3800           | 620/ 1600-2400     | AS/7                            | 1.630              | 250                | 6"                  | 6.1                | 154                  | 02/2011-12/2013    |
| C350 CDI BlueEfficiency | SW                 | 204.225            | OM642DE30LA                         | 2987               | 231/3800           | 540/ 1600-2400     | AS/7                            | 1.675              | 244                | 6"5                 | 6.8                | 180                  | 11/2009-02/2011²   |
| C350 CDI BlueEfficiency | SW                 | 204.223            | OM642DE30LA                         | 2987               | 265/3800           | 620/ 1600-2400     | AS/7                            | 1.685              | 250                | 6"3                 | 6                  | 159                  | 03/2011-08/2014    |
| C350 CDI BlueEfficiency 4-Matic | berlina            | 204.092            | OM642DE30LA                         | 2987               | 231/3800           | 540/ 1600-2400     | AS/7                            | 1.685              | 250                | 6"4                 | 7                  | 185                  | 11/2009-02/2011²   |
| C350 CDI BlueEfficiency 4-Matic | SW                 | 204.292            | OM642DE30LA                         | 2987               | 231/3800           | 540/ 1600-2400     | AS/7                            | 1.735              | 242                | 6"5                 | 7.2                | 191                  | 11/2009-02/2011²   |
| 1Non per il mercato italiano ²In Italia a partire dal 2010 ³In Italia a partire dal 2009 4Presente nei mercati olandese ed austriaco già dal 2010 5A partire dal mese di maggio del 2013 la denominazione ufficiale perde la dicitura BlueEFFICIENCY |                    |                    |                                     |                    |                    |                    |                                 |                    |                    |                     |                    |                      |                    |

## Fonti
- Auto, giugno 2007, Conti Editore
- Auto, febbraio 2008, Conti Editore
- Auto, febbraio 2011, Conti Editore